# 赤い鳥

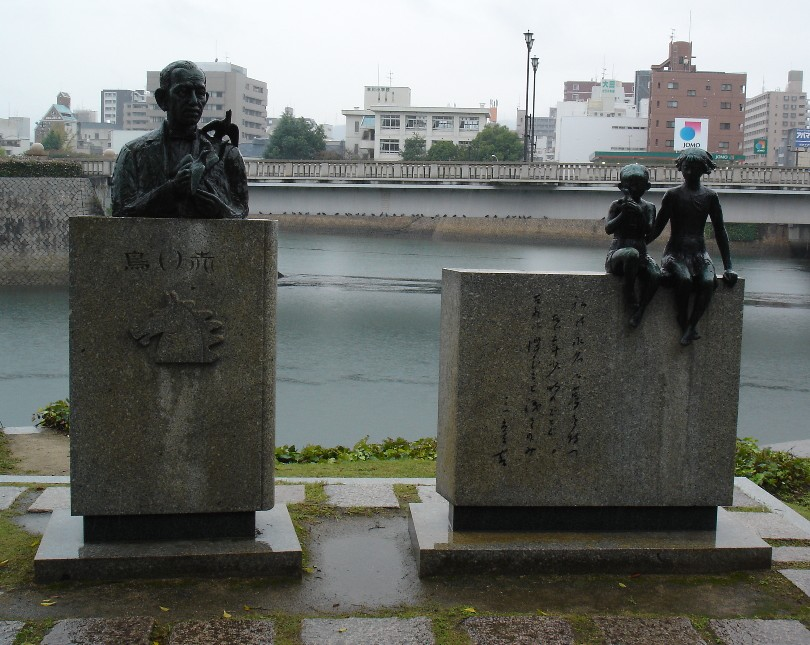
原爆ドームそばの圓鍔勝三作、文学碑。左の文字は表紙の字型を用いている。

『赤い鳥』（あかいとり）は、鈴木三重吉が創刊した童話と童謡の児童雑誌。1918年(大正7年)7月1日創刊、1936年(昭和11年)8月廃刊。

## 概要
日本の近代児童文学・児童音楽の創世期に最も重要な影響を与えた。1923年の10月号を関東大震災により全焼、12月号を雑誌組合の協定により休刊、1929年2月から1931年1月までの間一時休刊するが鈴木三重吉の死（1936年）まで196冊刊行され続けた。
鈴木三重吉の目から見て低級で愚かな政府が主導する唱歌や説話に対し、子供の純性を育むための話・歌を創作し世に広める一大運動を宣言し『赤い鳥』を発刊した。創刊号には芥川龍之介、有島武郎、泉鏡花、北原白秋、高浜虚子、徳田秋声らが賛同の意を表明した。表紙絵は清水良雄が描いた。
その後菊池寛、西條八十、谷崎潤一郎、三木露風らが作品を寄稿した。
この様な運動は誌名から「赤い鳥運動」と呼ばれるようになった。また、『金の船』（1919年、代表者：斎藤佐次郎）、『童話』（1920年、代表者：千葉省三）といった類似の児童雑誌が創刊された。
北原白秋は『赤い鳥』において自作の童謡の発表を行いながら、寄せられる投稿作品の選者として重要な役割を果たした。
1918年11月号に西條八十の童謡詩として掲載された『かなりや』に、成田為三の作曲した、楽譜の付いた童謡がはじめて翌1919年の5月号に掲載された。元々童謡は文学的運動としてはじまり、当初は鈴木三重吉も童謡担当の北原白秋も、童謡に旋律を付けることは考えていなかったが、この5月号の楽譜掲載は大きな反響を呼び、音楽運動としての様相を見せるようになった。それまでの唱歌と違い、芸術的な香気が高い詩、また音楽的にも従来の唱歌と違い、単純な有節形式でない唱歌と異なる音楽に人々は衝撃を受け大評判となった。以後、毎号、歌としての童謡を掲載。この後、多くの童謡雑誌が出版されたことで、大人の作った子供のための芸術的な歌としての童謡普及運動、あるいはこれを含んだ児童文学運動は一大潮流となっていった。また『赤い鳥』が刺激となって次々と子供向けの雑誌が出版された。
大正9年（1920年）当時の最大発行部数は3万部。

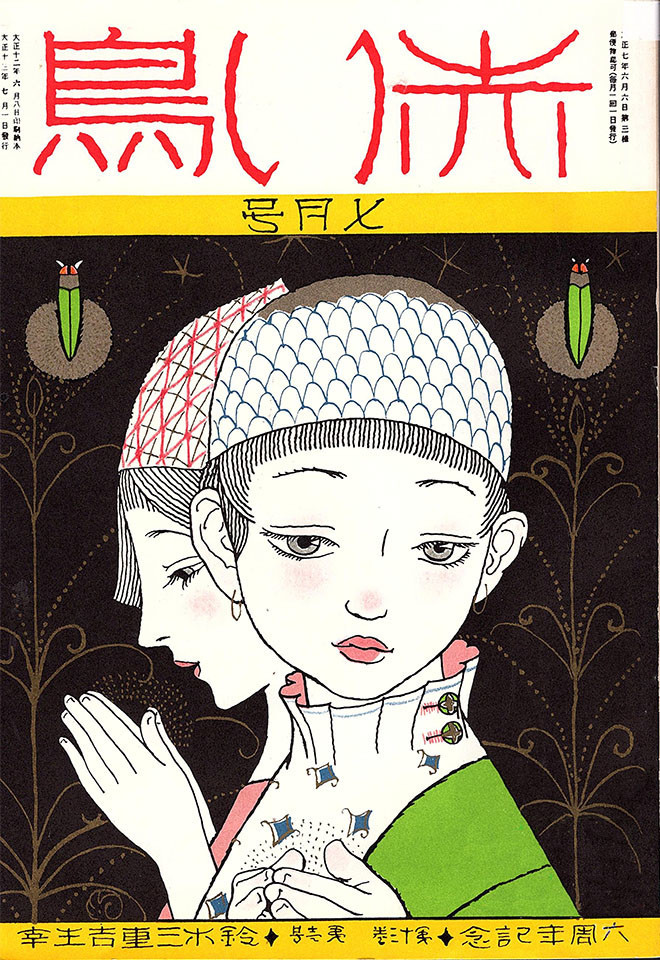
1924年(大正13年)7月刊（清水良雄 画「ほたる」）
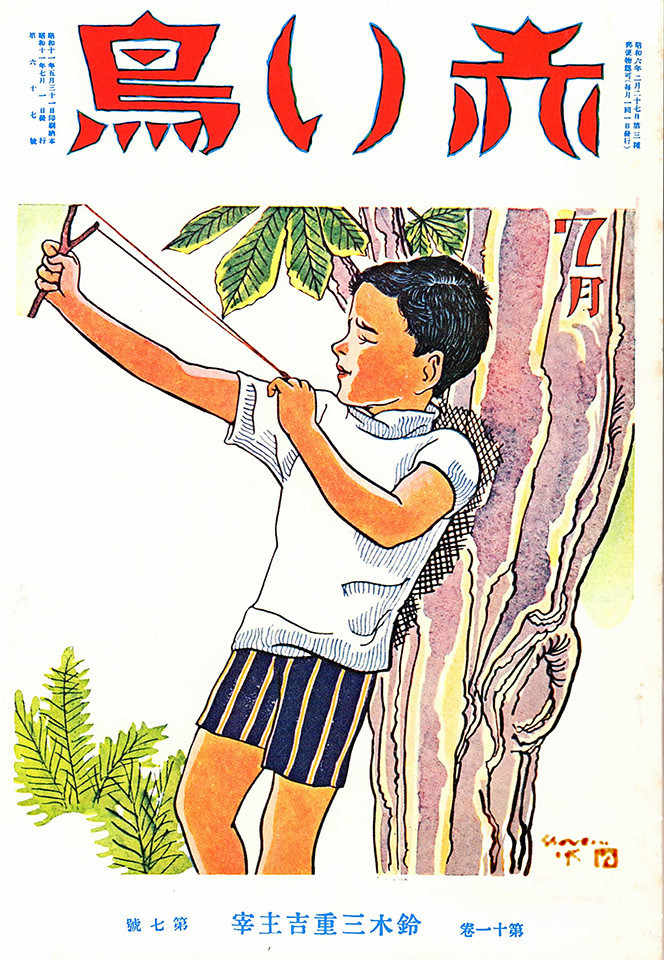
1939年(昭和11年)7月（清水良雄 画「パチンコ」）

1984年に日本童謡協会は『赤い鳥』が創刊された7月1日を「童謡の日」と定めた。
豊島区立目白庭園内に、「赤い鳥」にちなんで命名された施設「赤鳥庵」がある。

## 主な掲載作品
- 童話
  - 「蜘蛛の糸」「杜子春」「犬と笛」「魔術」「アグニの神」（芥川龍之介）
  - 「一房の葡萄」（有島武郎）
  - 「お馬」「ぽっぽのお手帳」（鈴木三重吉）
  - 「正坊とクロ」「ごん狐」（新美南吉）
- 童謡
  - 「からたちの花」（北原白秋）
  - 「かなりや」（西條八十）

## 評価
一流の文学者による作品は、児童文学全体のレベルを高めるとともに、新美南吉をはじめとする次代の児童文学作家を発掘・育成した。一方「童心主義」と呼ばれる方針は、実際の子どもの姿から遊離していたという批判も後になされた。また、寄稿を試みた宮沢賢治の作品を三重吉がまったく評価せず、掲載に至らなかった点も、本誌の限界と評されることがある。
漫画家のやなせたかしは幼少時代、家に蓄音機があり、クラシックのレコードのほか、「青い目の人形」や「かなりや」など「赤い鳥運動」の頃の童謡が揃っていて、小さな時からそうした音楽に親しんだと述べている。（出典：讀賣新聞、2007年6月12日）
周東美材は「グループ・サウンズの歌詞にファンタジックなイメージを持ち込んだ作詞家・橋本淳の歌詞世界は、父・与田凖一が愛読した『赤い鳥』などの童謡や童話などにそのルーツがある」などと論じている。

## テレビアニメ
1979年2月5日 - 7月30日にテレビ朝日系、シンエイ動画制作で、毎週月曜19:00 - 19:30（JST）に、木下忠司の企画、音楽により、テレビ朝日開局20周年記念番組として『赤い鳥』に掲載された童話をアニメ化した『日本名作童話シリーズ 赤い鳥のこころ』（『まんが赤い鳥のこころ』）が放映された。第1回「天までとどけ」は1979年10月にミラノで開催された国際映画祭の短編アニメ部門の第1位に選ばれ､同年11月に国連から国際児童年のテーマにかなう作品として主人公「YAICHI」のタイトルで表彰されると同時にニューヨークのIYC映画祭でも上映された。

### スタッフ
- 企画：関根光致子（K&S）
- 監修： 木下恵介
- プロデューサー：木下忠司（K&S）、矢吹公郎
- 音楽：木下忠司
- アニメーション製作：シンエイ動画
- キャスティング協力：劇団民藝、青二プロダクション
- 作画監修：楠部大吉郎（シンエイ動画）
- 美術監修：川本征平（アトリエ・ローク）
- 撮影監督：三沢勝治（JSC）
- 作画：マジックバス 他
- 美術：沼井信朗
- 編集：井上和夫
- 仕上：スタジオディーン、シャフト、スタジオライフほか
- 特殊効果：長谷川洋、山本公
- 色指定：野中幸子
- 撮影：東京アニメーションフィルム
- 録音：佐藤広文
- 整音：松竹映像録音スタジオ
- 効果：スワラプロダクション
- 現像：東洋現像所（現.IMAGICA）
- 制作進行：佐久間晴夫 他
- 制作事務：中村泰子
- タイトル絵：芹沢銈介
- 制作：テレビ朝日、K&S
- 企画 製作：シーズ、旺文社、K&S（フィルムクレジット上はノンクレジットでビデオ版では制作の代わりにこちらのクレジットが最後に出る）

#### 主題歌
- オープニング「ルンルンルーの歌」

作詞 - 松山善三 / 作曲 - 木下忠司 / 編曲 - 宇都宮安重 / 歌 - 東京コンサーツ
- エンディング「この夢だれにあげようか」

作詞 - 松山善三 / 作曲 - 木下忠司 / 編曲 - 宇都宮安重 / 歌 - 東京コンサーツ
- 挿入歌「天までとどけ」（第一回放送 天までとどけ にて使用）

作詞 - 吉田絃二郎、木下忠司 / 作曲 - 木下忠司 / 編曲 - 宇都宮安重 / 歌 - 東京コンサーツ

### 各話リスト
| 回 | 放送日        | タイトル               | 原作       | 脚本                    | 演出         | 声の出演                                                                                    |
| -- | ------------- | ---------------------- | ---------- | ----------------------- | ------------ | ------------------------------------------------------------------------------------------- |
| 1  | 1979年 2月5日 | 天までとどけ           | 吉田絃二郎 | 若杉光夫                | 椛島義夫     | 南風洋子(ナレーター)、安田正則、小杉勇、杉本孝次、長慶子                                    |
| 2  | 2月12日       | 牛をつないだ椿の木     | 新美南吉   | 広瀬浜吉                | 小泉謙三     | 飯塚昭三、はせさん治、山田俊司、 田中崇、永井一郎、津田延代                                 |
| 3  | 2月19日       | ふしぎな窓             | 西條八十   | 山田太一                | 芝山努       | 鈴木智(ナレーター)、田口精一、肉倉正男、松田史朗、小牧ゆう                                  |
| 4  | 2月26日       | 泣いた赤おに           | 浜田広介   | 久木沢玲奈              | 楠部大吉郎   | 西尾徳、伊武雅之、加藤修、田中崇                                                            |
| 5  | 3月5日        | 天にのぼる話           | 火野葦平   | 久木沢玲奈              | 小林治       | 肝付兼太、古川登志夫、三ツ矢雄二、 八奈見乗児、田の中勇、井上和彦、坪井章子                 |
| 6  | 3月12日       | 牛女                   | 小川未明   | 木下恵介                | 矢吹公郎     | 河内桃子(ナレーター)、富山敬、水島裕、 北川国彦、山田俊司、矢田耕司、峰恵研                 |
| 7  | 3月19日       | シャボン玉             | 豊島与志雄 | 広瀬浜吉                | 吉田しげつぐ | 小原乃梨子、増岡弘、山田俊司、 永井一郎、津田延代、佐藤正治                                 |
| 8  | 3月26日       | 鬼の角                 | 泉鏡花     | かがみおさむ            | 西牧ひでお   | 永井一郎、丸山裕子、山田俊司、吉田理保子、 雨森雅司、坂井志満、井上和彦、中野聖子、佐藤正治 |
| 9  | 4月2日        | 蜘蛛の糸               | 芥川龍之介 | 松山善三                | 西牧ひでお   | 鈴木智(ナレーター)                                                                          |
| 10 | 4月9日        | お馬                   | 坪田譲治   | かがみおさむ 久木沢玲奈 | 西牧ひでお   | 浜村純、永井一郎、八奈見乗児、山田俊司                                                      |
| 11 | 4月16日       | 赤いろうそくと人魚     | 小川未明   | 木下恵介                | 大関雅幸     | 南風洋子(ナレーター)、里居正美、入江杏子、 水原英子、白石珠江、山本哲也、早瀬昇             |
| 12 | 4月23日       | 春を告げる鳥           | 宇野浩二   | 広瀬浜吉                | 楠部大吉郎   | 増山江威子、内海敏彦、北川国彦                                                              |
| 13 | 4月30日       | 虎の子大発見           | 久留島武彦 | わらびたく              | 荒木伸吾     | 永井一郎、貴家堂子、増岡弘、緒方賢一、田の中勇、宮崎恵子                                    |
| 14 | 5月7日        | 野ばら                 | 小川未明   | 吉田一夫                | 大竹伸一     | 南風洋子(ナレーター)、鈴木智、矢野勇夫、 田口精一、今野鶴三、岡橋和彦、佐々木研             |
| 15 | 5月14日       | 満潮の玉 干潮の玉      | 鈴木三重吉 | 久木沢玲奈              | 中村英一     | 松島みのり、井上和彦、玄田哲章                                                              |
| 16 | 5月21日       | 見捨てられた仔犬       | 下村千秋   | 若杉光夫                | 大関雅幸     | 南風洋子(ナレーター)、戸谷支、牧野義介、 棟方巴里爾、稲垣隆史                               |
| 17 | 5月28日       | なくなり物語           | 西條八十   | 三田純市                | 向中野義雄   | 入船亭扇橋(ナレーター)、井上真樹夫、大竹宏、 白石冬美、野沢雅子、田の中勇、緒方賢一         |
| 18 | 6月4日        | ろうそくをつぐ話       | 大木惇夫   | 久木沢玲奈              | 小林治       | 肝付兼太、古川登志夫、三ツ矢雄二、 八奈見乗児、田の中勇、井上和彦、坪井章子                 |
| 19 | 6月11日       | 走れメロス             | 太宰治     | 吉田一夫                | 吉田しげつぐ | 中西妙子(ナレーター)、市川治、山田俊司、田中崇、緒方賢一                                    |
| 20 | 6月18日       | 北原白秋詩集より母子星 | 北原白秋   | 松山善三                | 野島進       | 鈴木智(ナレーター)、山本圭子、加藤修、田の中勇、佐藤正治                                    |
| 21 | 6月25日       | 風の母子               | 石森延男   | 折戸伸弘                | 森脇真琴     | 坪井章子(ナレーター)、増山江威子、潘恵子、 矢田耕司、水島裕、政宗一成                       |
| 22 | 7月2日        | 五右衛門風             | 千葉省三   | かがみおさむ            | 福富博       | 石丸博也、八奈見乗児、野沢雅子、坂井志満、 加藤修、山田俊司、古谷徹                         |
| 23 | 7月9日        | きつねの狐要信         | 佐藤春夫   | 九木沢玲奈              | 小泉謙三     | 中西妙子(ナレーター)、神谷明、北村弘一                                                      |
| 24 | 7月16日       | 杜子春                 | 芥川龍之介 | 折戸伸弘                | 蔡志忠       | 石原良、三ツ矢雄二、田の中勇、川島千代子、 飯塚昭三、加藤修、田中崇、戸谷公次、中野聖子     |
| 25 | 7月23日       | ごんぎつね             | 新美南吉   | かがみおさむ            | 出﨑哲       | 藤田淑子(ナレーター)、三輪勝恵、雨森雅司、 宮内幸平、坂井志満、佐藤正治                     |
| 26 | 7月30日       | 名人伝                 | 中島敦     | 吉田一夫                | 小林治       | 永井一郎、緒方賢一、柴田秀勝、八奈見乗児、 北川国彦、山田俊司                               |

### 放送局
系列は本放送当時のもの、放送時間は個別に出典が提示されているものを除き1979年7月中旬 - 8月上旬時点のものを使用する。
| 放送地域              | 放送局             | 放送日時           | 放送系列                                     | 備考                                                                                            |
| --------------------- | ------------------ | ------------------ | -------------------------------------------- | ----------------------------------------------------------------------------------------------- |
| 関東広域圏            | テレビ朝日         | 月曜 19:00 - 19:30 | テレビ朝日系列                               | 制作局                                                                                          |
| 北海道                | 北海道テレビ       | 月曜 19:00 - 19:30 | テレビ朝日系列                               |                                                                                                 |
| 宮城県                | 東日本放送         | 月曜 19:00 - 19:30 | テレビ朝日系列                               | [ 6 ]                                                                                           |
| 中京広域圏            | 名古屋テレビ       | 月曜 19:00 - 19:30 | テレビ朝日系列                               |                                                                                                 |
| 近畿広域圏            | 朝日放送           | 月曜 19:00 - 19:30 | テレビ朝日系列                               | 現・朝日放送テレビ                                                                              |
| 広島県                | 広島ホームテレビ   | 月曜 19:00 - 19:30 | テレビ朝日系列                               |                                                                                                 |
| 香川県→香川県・岡山県 | 瀬戸内海放送       | 月曜 19:00 - 19:30 | テレビ朝日系列                               | 第8話までは香川県のみで放送 第9話以降は岡山県にも放送エリア拡大                                 |
| 福岡県                | 九州朝日放送       | 月曜 19:00 - 19:30 | テレビ朝日系列                               |                                                                                                 |
| 新潟県                | 新潟総合テレビ     | 月曜 19:00 - 19:30 | フジテレビ系列 日本テレビ系列 テレビ朝日系列 | 現・NST新潟総合テレビ                                                                           |
| 静岡県                | 静岡けんみんテレビ | 月曜 19:00 - 19:30 | 日本テレビ系列 テレビ朝日系列                | 現・静岡朝日テレビ 番組末期の1979年7月以降はテレビ朝日系列フルネット                            |
| 岡山県                | 岡山放送           | 月曜 19:00 - 19:30 | フジテレビ系列 テレビ朝日系列                | 1979年4月以降はフジテレビ系列フルネット 瀬戸内海放送の岡山県乗り入れ開始で第8話をもって打ち切り |
| 大分県                | テレビ大分         | 月曜 19:00 - 19:30 | フジテレビ系列 日本テレビ系列 テレビ朝日系列 |                                                                                                 |
| 鹿児島県              | 鹿児島テレビ       | 月曜 19:00 - 19:30 | フジテレビ系列 日本テレビ系列 テレビ朝日系列 |                                                                                                 |
| 青森県                | 青森放送           | 火曜 17:30 - 18:00 | 日本テレビ系列 テレビ朝日系列                |                                                                                                 |
| 岩手県                | テレビ岩手         | 火曜 17:30 - 18:00 | 日本テレビ系列 テレビ朝日系列                | 1979年3月6日から9月11日まで放送                                                                 |
| 秋田県                | 秋田放送           | 水曜 17:30 - 18:00 | 日本テレビ系列                               |                                                                                                 |
| 山形県                | 山形放送           | 木曜 17:00 - 17:30 | 日本テレビ系列                               |                                                                                                 |
| 福島県                | 福島中央テレビ     | 土曜 19:00 - 19:30 | 日本テレビ系列 テレビ朝日系列                | 1979年2月10日から8月4日まで放送                                                                 |
| 富山県                | 北日本放送         | 月曜 17:00 - 17:30 | 日本テレビ系列                               | 1979年4月2日から9月24日まで放送                                                                 |
| 石川県                | 石川テレビ         | 火曜 16:00 - 16:30 | フジテレビ系列                               | 1979年3月6日から9月4日まで放送                                                                  |
| 福井県                | 福井放送           | 日曜 10:00 - 10:30 | 日本テレビ系列                               | 1979年4月8日から8月5日まで放送                                                                  |
| 山梨県                | 山梨放送           | 水曜 17:30 - 18:00 | 日本テレビ系列                               |                                                                                                 |
| 長野県                | 長野放送           | 火曜 17:30 - 18:00 | フジテレビ系列                               | [ 12 ]                                                                                          |
| 鳥取県・島根県        | 山陰放送           | 月曜 17:30 - 18:00 | TBS系列                                      |                                                                                                 |
| 山口県                | 山口放送           | 日曜 10:00 - 10:30 | 日本テレビ系列 テレビ朝日系列                |                                                                                                 |
| 徳島県                | 四国放送           | 土曜 17:00 - 17:30 | 日本テレビ系列                               |                                                                                                 |
| 愛媛県                | 南海放送           | 火曜 16:55 - 17:25 | 日本テレビ系列                               |                                                                                                 |
| 高知県                | 高知放送           | 月曜 17:30 - 18:00 | 日本テレビ系列                               |                                                                                                 |
| 長崎県                | 長崎放送           | 月曜 16:50 - 17:20 | TBS系列                                      |                                                                                                 |
| 熊本県                | テレビ熊本         | 火曜 16:55 - 17:25 | フジテレビ系列 日本テレビ系列 テレビ朝日系列 |                                                                                                 |
| 宮崎県                | テレビ宮崎         | 金曜 17:00 - 17:30 | フジテレビ系列 日本テレビ系列 テレビ朝日系列 |                                                                                                 |
| 沖縄県                | 沖縄テレビ         | 月曜 17:30 - 18:00 | フジテレビ系列                               |                                                                                                 |